# Наставак
Наставак (енгл. sequel) је израз који се користи за неко књижевно или сценско дело (филм, роман, позоришна представа, телевизијска серија, видео игра, стрип и сл.) које наставља причу или се у својим елементима ослања на неко претходно објављено дело. Традиционално се под тим подразумевају дела из истог фиктивног универзума као и оригинално дело, која хронолошки прате догађаје из претходног дела.
У великом броју случајева ликови из претходних делова се враћају у наставке. Више наставака доводи до стварања филмског серијала. Понекад је тешко направити разлику од филмова са више од једним наставком и франшиза (серијала).
Наставци су примамљиви за филмске продуценте и режисере, пошто њима смањују ризик од неуспеха, јер су већ стекли одређену публику оригиналним филмом и евентуалним претходним деловима. Због тога су наставци најчешће финансијски успешнији од оригиналног филма, али ретко се дешава да успеју да га надмаше по оценама критичара и реакцији публике.
Наслови наставака у себи углавном садрже наслове оригиналних филмова, на шта се најчешће додаје редни број филма (арапским или ређе римским цифрама), након чега следе две тачке (:), црта (—) или цртица (-) и на крају поднаслов самог наставка. Сваки од ових елемената се неретко изостави. Уколико се ради о хронолошком преднаставку филма, најчешће се не ставља ни редни број.
Наставци могу бити директни (настављају причу са истим ликовима тамо где се претходни део завршио или након наведеног времена) или тематски (у оквиру истог фиктивног универзума као претходни део, али се радња не надовезује на њега нити се ликови враћају).  